# Яків Барабаш
Я́ків Федорович Бараба́ш (? — 21 вересня 1658) — український політичний і військовий діяч. Кошовий отаман Запорозької Січі (1657–1658). Один з організаторів і лідерів повстання проти гетьмана Івана Виговського (1657–1658), що спричинило громадянську війну в Гетьманщині.

## Життєпис
Народився на Черкащині, в Київському воєводстві Речі Посполитої, в козацькій родині Барабашів (ймовірно, був онуком гетьмана нереєстрових козаків Дмитра Барабаша та небожем військового осавула Івана Барабаша)[джерело?].
1657 року, після смерті Богдана Хмельницького і обрання на старшинській раді новим гетьманом Івана Виговського, відмовився визнати нову владу. Січовики були незадоволені тим, що старшина Гетьманщини не запросила її представників на вибори гетьмана. Кошовий Барабаш висунув теорію верховенства Запорозької Січі серед козаків і її незалежності від уряду гетьмана[джерело?].
Наприкінці 1657 року разом із полтавським полковником Мартином Пушкарем за підтримки Москви підняв повстання проти гетьмана І. Виговського. Війська заколотників були розбиті в травні 1658 року біля Полтави. Після поразки від гетьманських військ під Полтавою у червні 1658 року перебував під захистом бєлгородського воєводи Григорія Ромодановського у Прилуцькому полку. 
При спробі Ромодановського переправити його під охороною до Києва (воєводи Василя Шереметьєва) 24 серпня 1658 року був захоплений у містечку Гоголеві гетьманськими військами на чолі з Данилом Виговським.
Страчений 21 вересня в Чигирині за наказом І. Виговського.
Хмельницький подарував Барабашу хутір Масковці[джерело?].

## У літературі
- "Гідний наступник" - перша книга трилогії "Між двох орлів" Ярослави Дегтяренко